# موسی سلیمی کمینی
موسی سلیمی  (زادهٔ ۱۳۱۲-درگذشتهٔ ۱۳۸۹ در میانه)، نمایندهٔ دورهٔ اول، دوم و سوم از حوزهٔ انتخابیهٔ میانه در استان آذربایجان شرقی بوده است.

## آرای مأخوذه
محمدهاشم رهبری در سال ۱۳۶۰ با کسب ۱۶۰۲۴ رای از مجموع ۲۴۳۴۶ رای معادل ۶۵/۸٪ آرا به مجلس اول راه پیدا کرد.
محمدهاشم رهبری در سال ۱۳۶۳ با کسب ۳۵۹۵۳ رای از مجموع ۵۴۸۷۱ رای معادل ۶۵/۵٪ آرا به مجلس دوم راه پیدا کرد.
محمدهاشم رهبری در سال ۱۳۶۷ با کسب ۳۱۷۵۴ رای از مجموع ۷۸۷۸۱ رای معادل ۴۰/۳٪ آرا به مجلس چهارم راه پیدا کرد.